# Het Geldersch Landschap

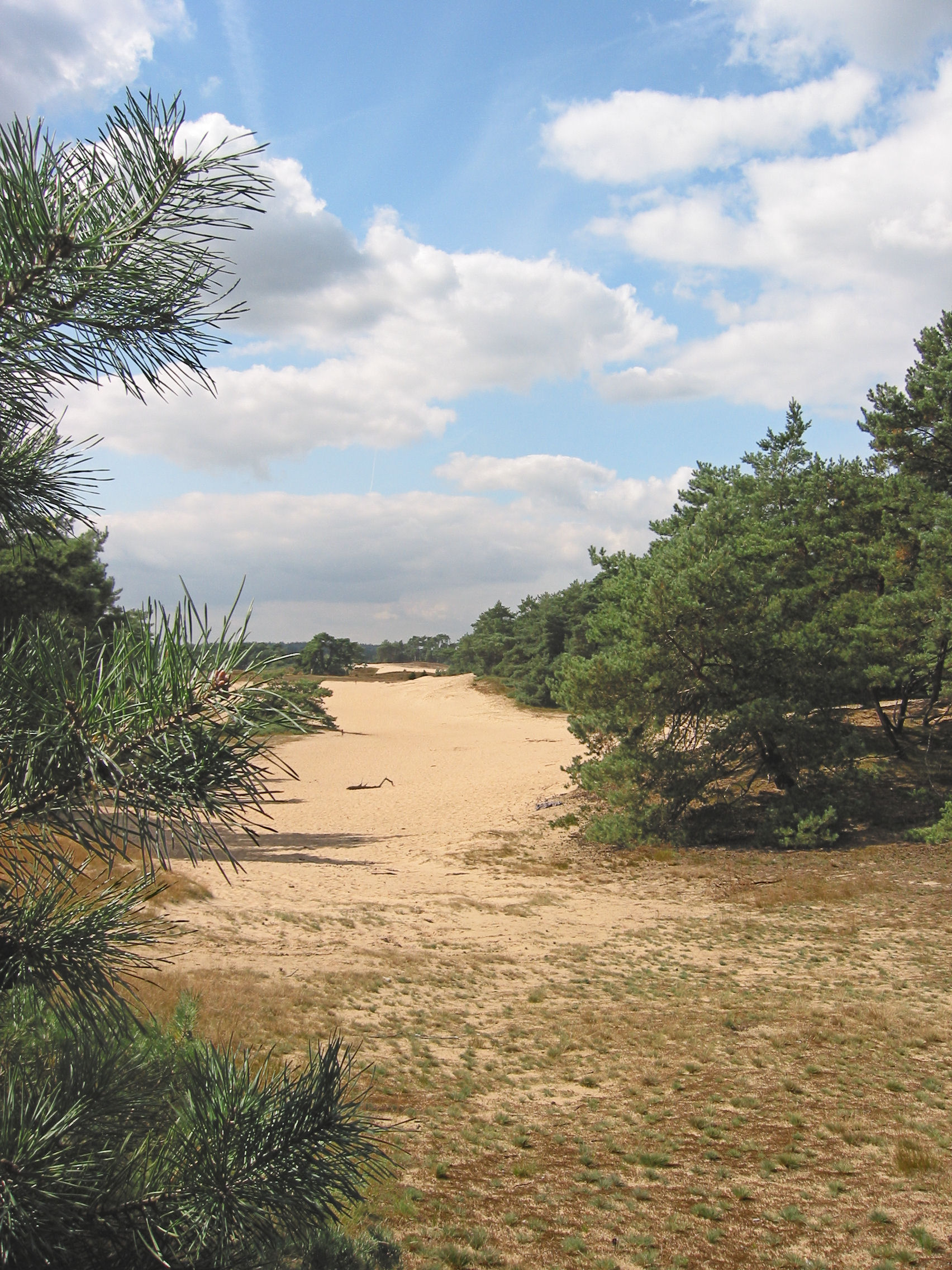
Het Wekeromse Zand

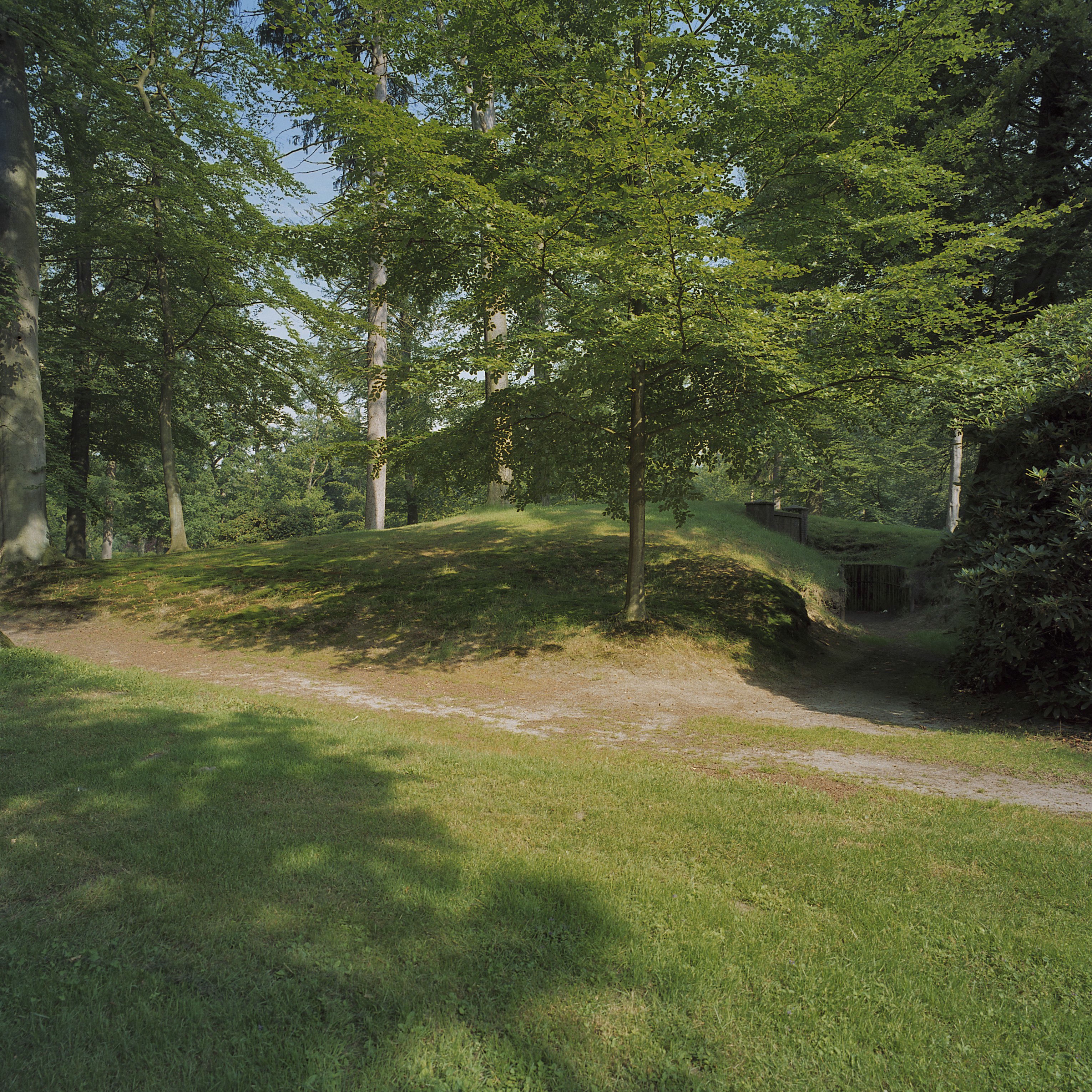
Landgoed Staverden (RCE)

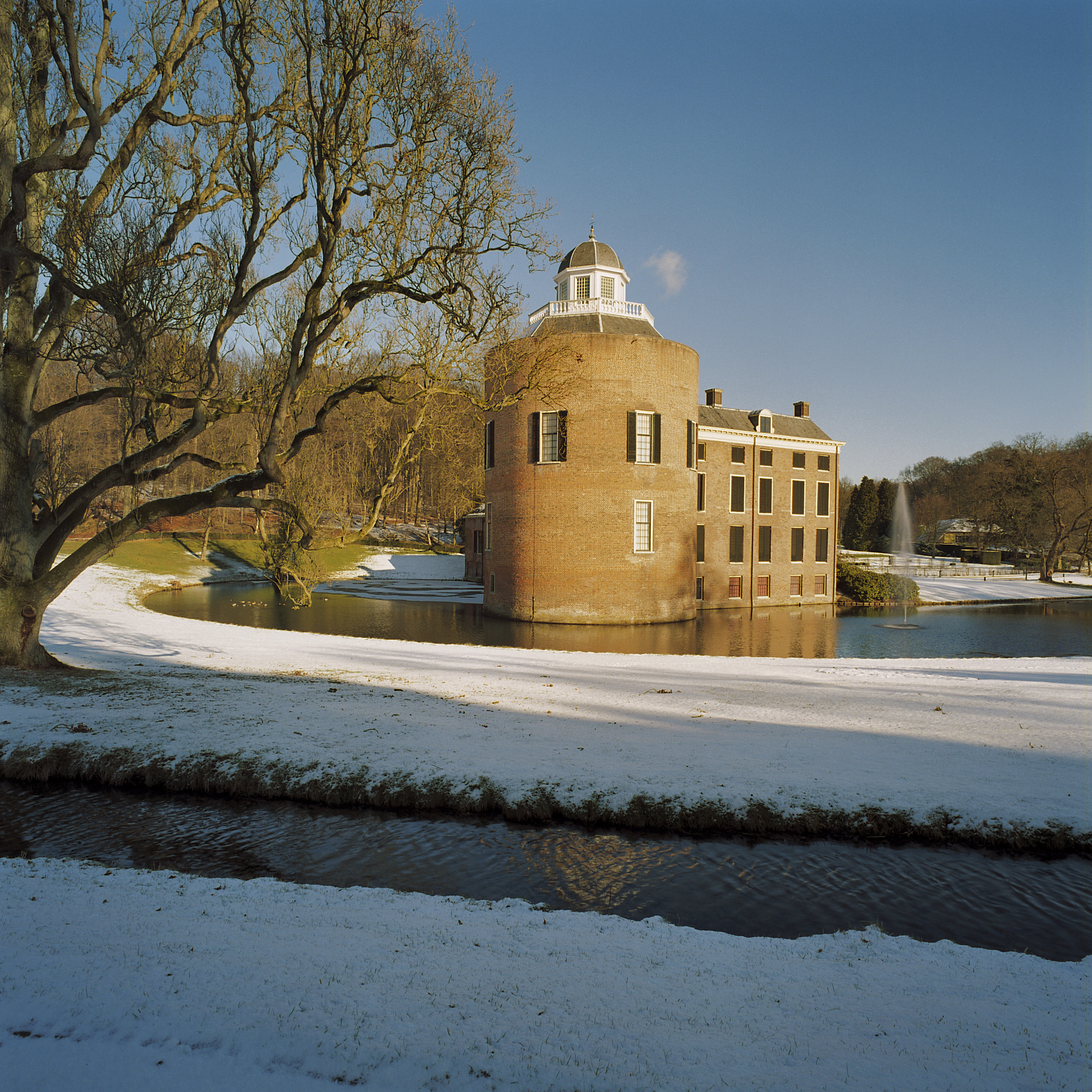
Landgoed Rozendaal (RCE)

Het Geldersch Landschap is een Nederlandse stichting die tot doel heeft natuur en landschap in de provincie Gelderland te beschermen.

## Organisatie
Onder de naam Geldersch Landschap & Kasteelen (GLK) werkt Het Geldersch Landschap samen met de Stichting Vrienden der Geldersche Kasteelen in één personele organisatie. Geldersch Landschap & Kasteelen beschermt en beheert bijna 12.000 hectare van het landschap in Gelderland, waarvan ruim 7.000 hectare bos, alsmede een groot aantal kastelen, historische landhuizen, kasteelruïnes en boerderijen. Zeven kastelen zijn opengesteld voor het publiek, en ook vrijwel alle natuurgebieden. GLK werkt samen met de andere Provinciale Landschappen en een aantal landschapsbeheerorganisaties in de koepelorganisatie LandschappenNL.
Meer dan landelijke organisaties als Natuurmonumenten of Staatsbosbeheer en ook meer dan andere Provinciale Landschappen heeft Het Geldersch Landschap zich vanaf het begin met name gericht op natuur die verbonden is met het gebouwde erfgoed. In samenwerking met Vrienden der Geldersche Kasteelen legde Het Geldersch landschap de nadruk op het 'ensemble': de combinatie van gebouwen, parken en omliggende bossen en agrarische gronden binnen de eigen landgoederen.

## Geschiedenis
Stichting Het Geldersch Landschap werd in april 1929 opgericht door de Gelderse commissaris van de Koningin, Schelto van Heemstra, en de voorzitter van Vereniging Natuurmonumenten, Pieter van Tienhoven. Met de nieuwe stichting wilden zij in actie komen voor het behoud van natuur en landschap in Gelderland. Landgoed De Dellen in Heerde was in in 1929 de eerste aankoop van de net opgerichte stichting. Een belangrijk wapenfeit in het oprichtingsjaar was het succesvolle optreden tegen de voorgenomen bouw van een villapark op landgoed Warnsborn in Arnhem. De vraagprijs van het landgoed was veel te hoog voor de stichting. Uiteindelijk wist Het Geldersch Landschap het parlement ervan te overtuigen om het landgoed te onteigenen ten behoeve van de stichting. Dit wordt gezien als een van de grote overwinningen in de historie van de natuurbescherming.
In april 1940 richtte Van Heemstra de Stichting Vrienden der Geldersche Kasteelen op. De stichting stelde zich ten doel om de kastelen en historische buitenhuizen in Gelderland te behouden. Zowel Stichting Het Geldersch Landschap als Stichting Vrienden der Geldersche Kasteelen werd
voorgezeten door Schelto van Heemstra, en vanaf 1951 was er een gemeenschappelijk bureau en een gezamenlijke directeur. Beide stichtingen verenigden zich in 1998 in één werkorganisatie, Geldersch Landschap & Kasteelen.

## Gebieden en kastelen onder beheer van 'Geldersch Landschap & Kasteelen'
- Armenbosch
- Bergharen en Horssen
- Land van de Heerlijkheden (bezoekerscentrum)
- Boeijink-Ratum
- Bruggelen
- De Dellen en Ambtsbos
- De Haere ('t Harde)
- De Kulve
- Den Eng
- Dijkhuizen
- Dodewaard
- Goilberdingerwaarden
- Groote Beek
- Hagen, Breukinkheide en Wittebrink
- Hatertse Broek
- Hattem
- Havezate 't Walfort
- Heerlijkheid Beek
- Hoog Erf
- Huis Aerdt
- Huis De Ehze
- Huis Scherpenzeel
- Huis te Eerbeek
- Huis Verwolde
- Huis Zypendaal
- Kade te Alem
- Kasteel Ammersoyen
- Kasteel Batenburg
- Kasteel De Cannenburch
- Kasteel Doorwerth
  - 't Kerkje op de Heuvel
- Kasteel Goudenstein
- Kasteel Hernen
- Kasteel Nederhemert
- Kasteel Rosendael
- Kasteelse Hof
- Kasteel Wadestein
- Kasteel Wisch
- Kasteel Wyenburg
- Kervelse Bos en Sletterinkheide
- Klooster Hulsbergen
- Korte Broek
- Laakbos
- Laakse Bos en Moringerwaarden
- Laan te Ruurlo (tussen het dorp Ruurlo en Kasteel Ruurlo)
- Landgoed Biljoen
- Landgoed Bonenburg
- Landgoed Brakel
- Landgoed de Voorst
- Landgoed Groot Otelaar
- Landgoed Hoekelum
- Landgoed Hoevelaken
- Landgoed Hunderen
- Landgoed Kieftskamp en omgeving
- Landgoed Klein Bylaer
- Landgoed Klein Noordijk
- Landgoed Landfort
- Landgoed Lichtenbeek en Boschveld
- Landgoed Mariëndaal
- Landgoed Oorsprong[12]
- Landgoed Petrea
- Landgoed Schaffelaar
- Landgoed Schouwenburg
- Landgoed Staverden
- Landgoed 't Velde
- Landgoed Vorden
- Landgoed Waardenburg en Huis Neerijnen
- Landgoed Wanninkhof
- Landgoed Warnsborn
- Landgoed Wolink
- Landgoed Zwaluwenburg
- Lienden
- Liendense Waard
- Lochemse Berg
- Loenermark
- Lunterse Beek
- Maneswaard en De Spees
- Masterveld, Muggenhoek en Beerninkhoek
- Orderbos
- Plakslag
- Pollense Veen en Wildlust
- Randwijkse Buitenpolder
- Regulieren
- Reirinkbos
- Rijswijkse Waard
- Scherpenberg en Majuba, Morena
- Scholtengoed Boeijink-Huppel
- Scholtengoederen Hijink, Aarnink en De Haar
- Scholtengoed Gossink
- Scholtengoed Hesselink
- Scholtengoed Kossink en Vennevertloo
- Scholtengoed Meerdink en Lammers
- Smallertse Beek en Nijmolense Beek
- Sysselt
- Teeselinkven
- Tongeren
- Toren van Poelwijk
- 't Sol
- 't Zand en Eester Loo
- 't Zondagsschooltje
- Valburg
- Veenhuis en Borkense Baan
- Veesserwaarden
- Vijverberg
- Vossenbroek
- Vuursteenberg
- Wekeromse Zand
- Westerheide (Arnhem)
- Wilbrinkbos
- Wilde Kamp en Bergsham
- Wildenborch
- Willinkbeek
- Zandhegge
- Zwarte Kolk en Kraaigraaf

## Publicaties

### Handboeken
Op onregelmatige tijdstippen verscheen en verschijnt een "handboek" van Geldersch Landschap en GLK, bedoeld voor donateurs (en anderen), waarin de (inmiddels meer dan 150) eigendommen worden beschreven:
- 1969: Stichting het Geldersch Landschap – Handboek Stichting Het Geldersch Landschap.  Arnhem :Stichting Het Geldersch Landschap. 156 pag.
- 1994: Dansen, Koos en Ton Roozen (red.) – Gids voor de terreinen van Stichting Het Geldersch Landschap.  Haarlem : Schuyt & Co.  ISBN 90-6097-381-X. 271 pag.
- 2003: van der Genugten, Ciska, Jorien Jas e.a. – Mooi Gelderland:Handboek Geldersch Landschap, Geldersche Kasteelen. Arnhem : Geldersch Landschap en Geldersche Kasteelen. ISBN 9066113693. 320 pag. (met cd-rom).
- 2014: Sanders, Ine e.a. (projectteam)  – Beleef!  Arnhem : Geldersch Landschap & Kasteelen.[13]. 313 pag. (met bijbehorende app 'Landschap en kastelen').

### Tijdschrift
Sinds 1979 geeft het Gelders Landschap een tijdschrift uit.
- 1979-2004: Gelders landschap.
- sinds 2004: Mooi Gelderland, kwartaaltijdschrift.

### Overig
- Snijders, Rien en Koos Dansen (1989) – Het Geldersch Landschap : 60 jaar bescherming van natuur en cultuur. Arnhem : Stichting Het Geldersch Landschap. In dit gedenkboek wordt een beschrijving gegeven van de ongeveer 75 natuurterreinen die Het Geldersch Landschap in 1989 bezat en beheerde.[14]